# Allium oreophilum
Allium oreophilum là một loài thực vật có hoa trong họ Amaryllidaceae. Loài này được C.A.Mey. mô tả khoa học đầu tiên năm 1831.

## Hình ảnh

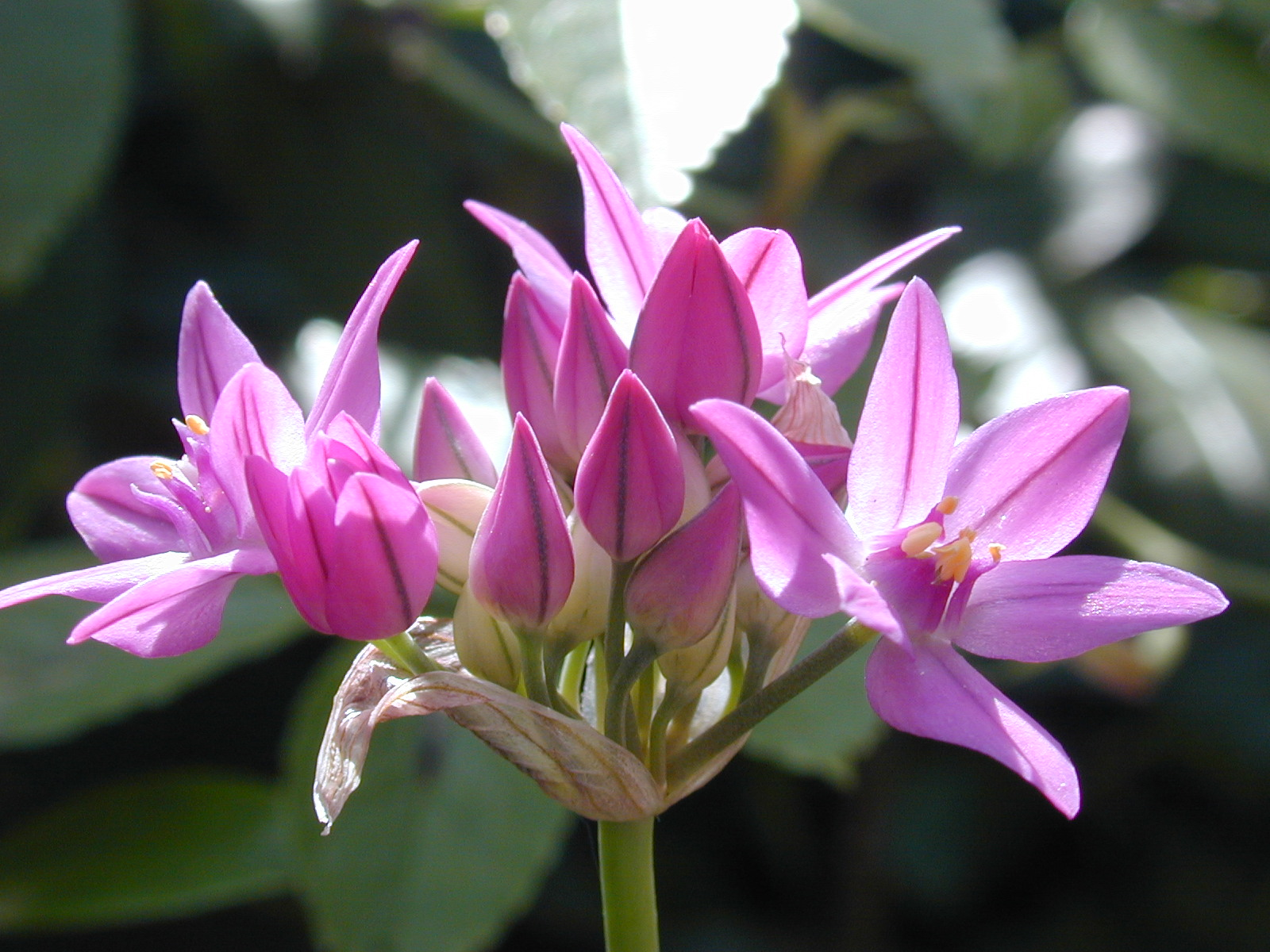
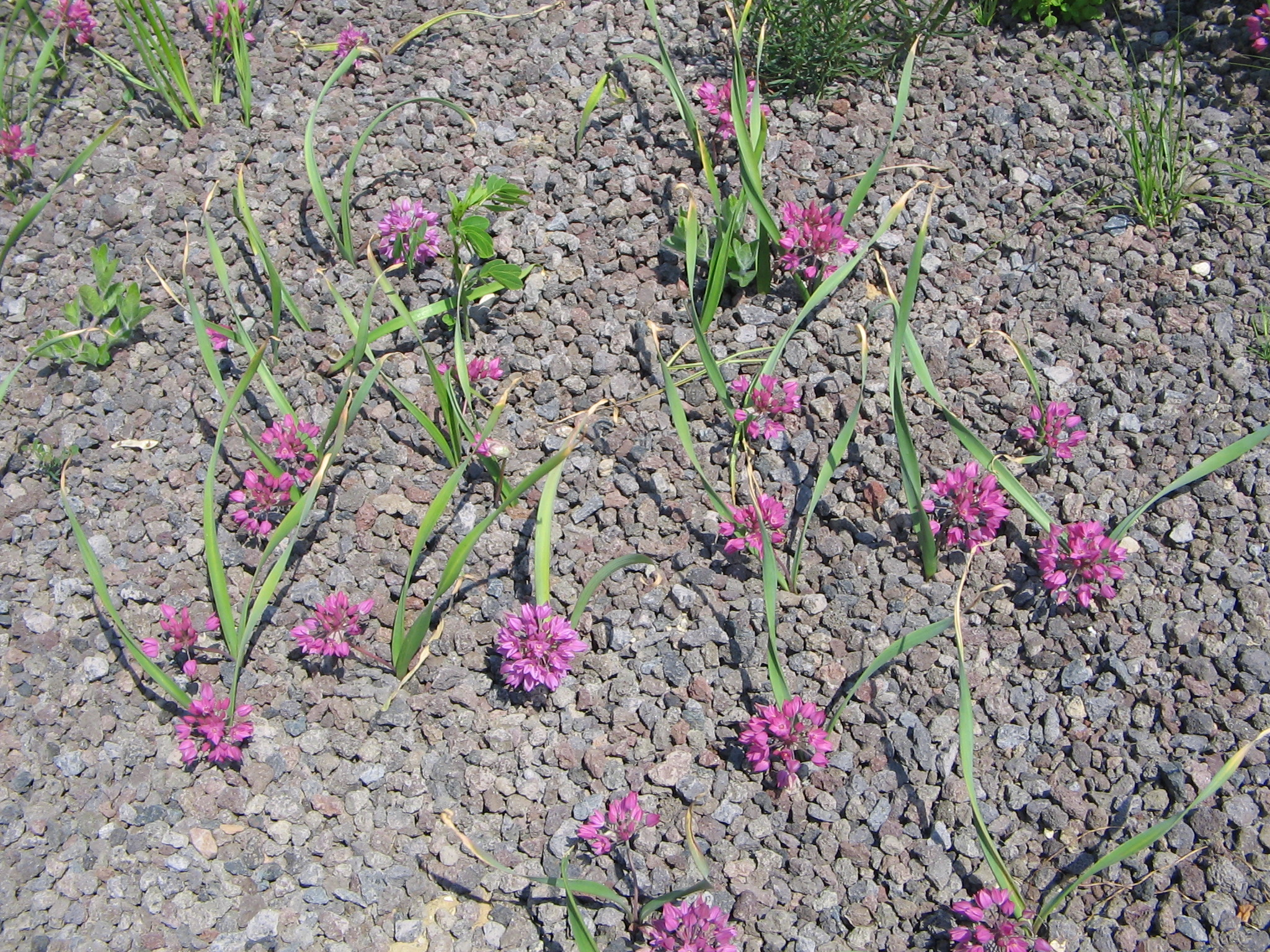
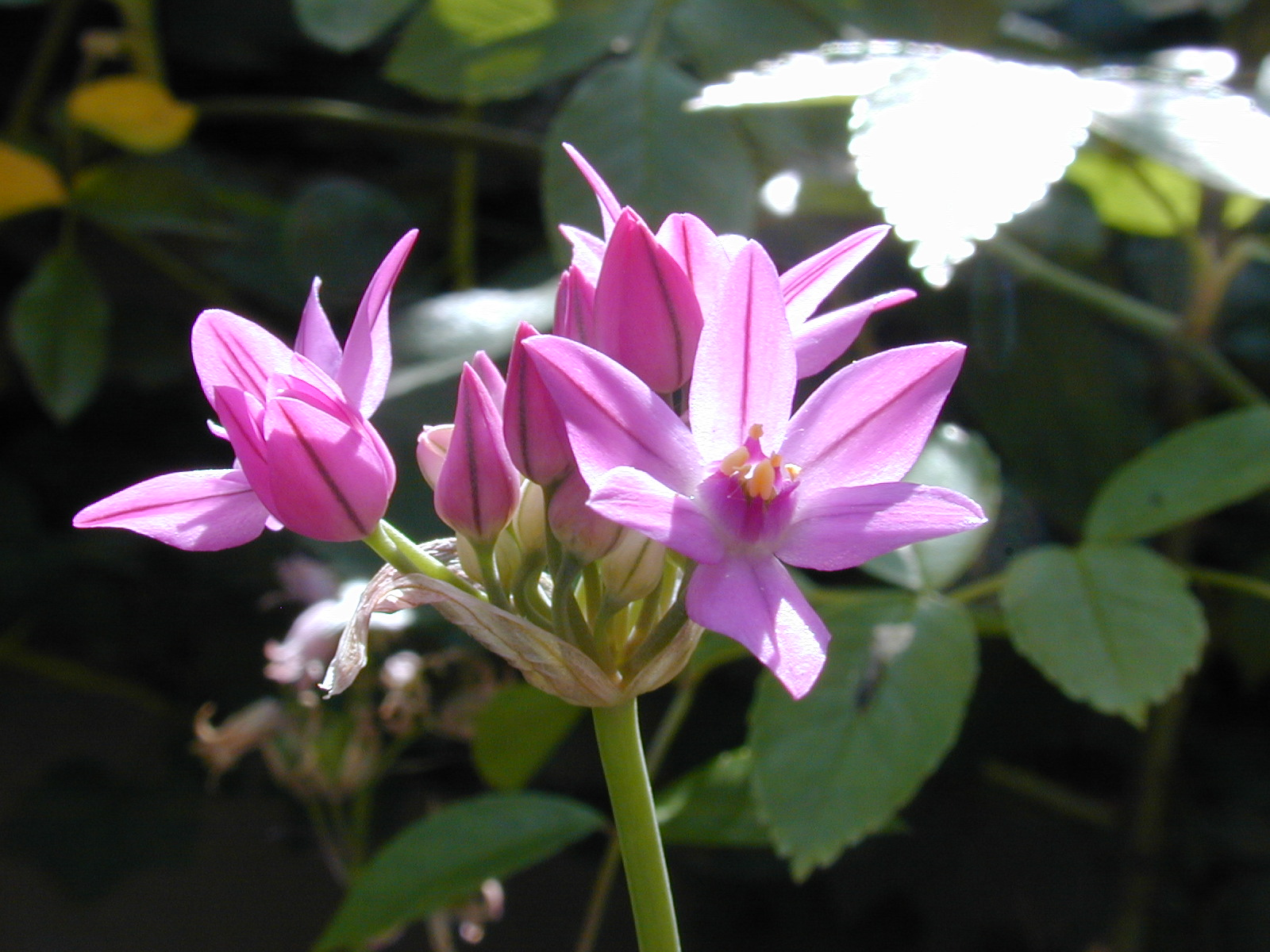
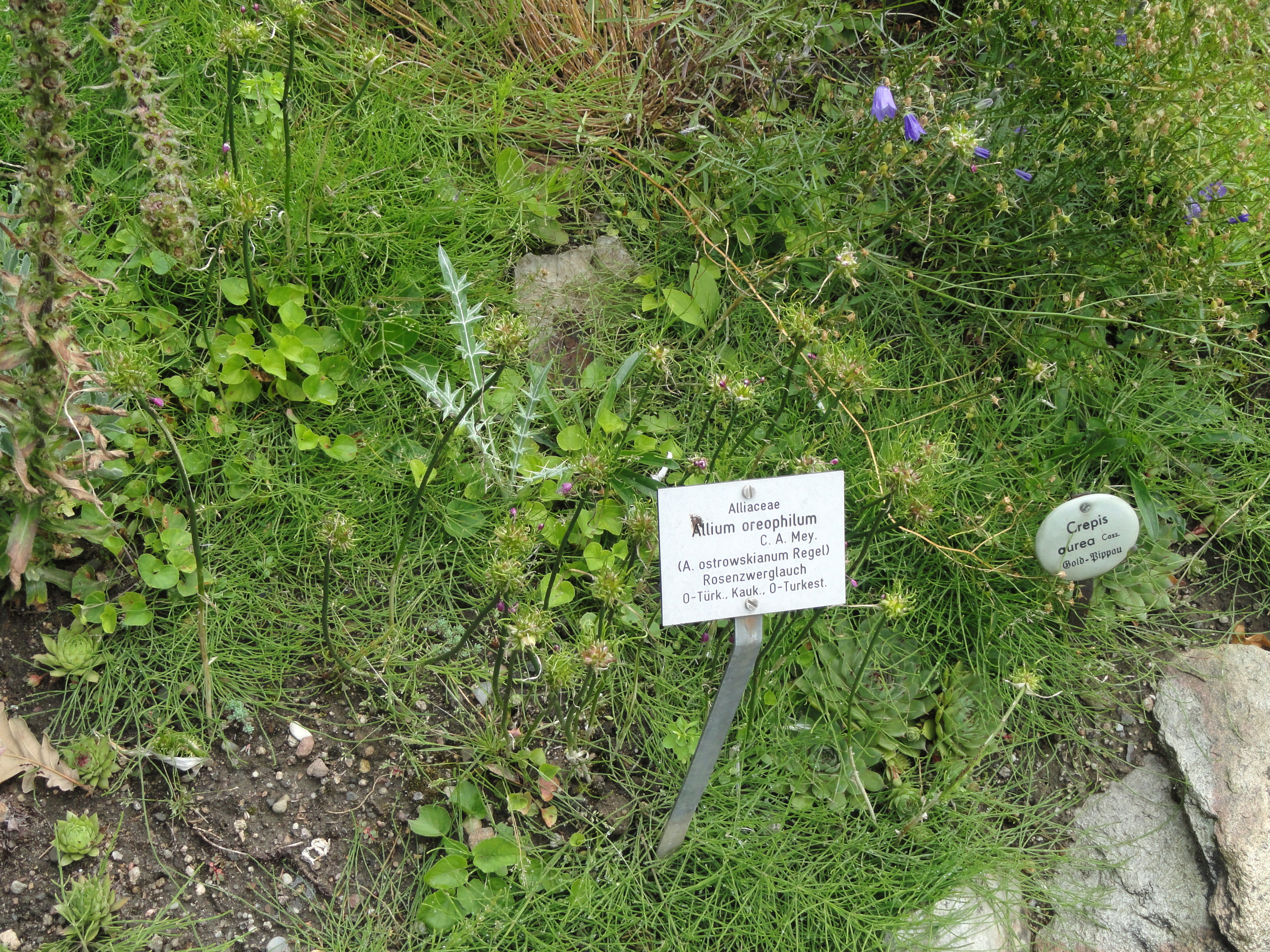